# Wschodnia Obwodnica Wałbrzycha
Obwodnica Wschodnia Wałbrzycha – droga omijająca wschodnią część Wałbrzycha. Stanowi fragment łącznika drogi wojewódzkiej nr 379 i drogi krajowej nr 35 omijając centrum miasta. Wybudowanie 1,2 km drogi spowodowało połączenie ulicy Uczniowskiej (Szczawienko) z Ulicą Strzegomską (Kozice). Obwodnica ułatwia dojazd do Wałbrzyskiej Specjalnej Strefy Ekonomicznej oraz wjazd i wyjazd mieszkańcom z pobliskiej Świdnicy i połączenie w kierunku Kłodzka.
Koszt łącznika wyniósł 8 mln zł. Wykonawcą inwestycji było konsorcjum: Energopol-Południe z Sosnowca i Rybnickie Przedsiębiorstwo Budownictwa Drogowego. Wykonanie drogi zleciła Dolnośląska Służba Dróg i Kolei.
Drugi etap przebudowy ulicy Uczniowskiej 1,3 km, od strony drogi krajowej nr 35 obejmował przebudowę skrzyżowania ulicy Wrocławskiej i Alei de Gaulle'a oraz poszerzenie ulicy Uczniowskiej i wymianę nawierzchni, zamontowaniu ekranów dźwiękochłonnych i oświetlenia, wyburzenie starych budynków. Przebudowa zakończyła się w 2013 roku, koszt inwestycji wyniósł 11 mln zł.